# キャロライン・トレンティーニ
キャロライン・トレンティーニ （Caroline Aparecida Trentini,　ポルトガル語読みではカロリネ・トレンティーニ、 1987年7月6日 - ）は、ブラジルのリオグランデ・ド・スル州パナンビ出身の女性ファッションモデル。身長180センチ。
イタリア系の父親は彼女が1歳の時に亡くなり、ドイツ系の母親が女手一つでキャロラインら姉妹3人を育て上げた。13歳の時、街の通りを歩いていたところをスカウトされた。このスカウトはジゼル・ブンチェンをスカウトした人物でもある。すぐにモデルの卵が集まるサンパウロへ行き、英語も話せないというのにニューヨークへ向かった。マーク・ジェイコブスお気に入りのモデルとして、注目を集めた。
コレクションで登場したブランドは、ルイ・ヴィトン、ヴァレンティノ・ガラヴァーニ、ヴェルサーチ、ヴィクトリアズ・シークレット、シャネル、ディオール、ヴェラ・ウォン、オスカー・デ・ラ・レンタ、ラルフ・ローレン、アナスイ、カルバン・クライン、ドルチェ&ガッバーナである。
ニューヨークで、同郷のモデルで姉妹のように仲がいいというシンティア・ディッカー、ブルーナ・エルハルトと部屋をシェアして暮らしていた。
2011年11月に、フォトグラファーのファビオ・バーテルトと婚約をツイッターで発表した。